# 1982 en république du Congo

## Gouvernement
- Président : Denis Sassou-Nguesso
- Premier ministre : Louis-Sylvain Goma

## Événements
- 20 mars : attentat du cinéma Star, à Brazzaville (quartier Poto-Poto), qui fait cinq morts et plusieurs blessés
- 17 juillet : attentat à l'aéroport Maya-Maya de Brazzaville, qui fait quatre morts et plusieurs blessés
- 10 octobre : visite du président de la République française François Mitterrand
- 11 décembre : inauguration par le chef de l'État de la ligne à haute tension reliant Loudima à Pointe-Noire

## Décès
- 10 mai : décès à Paris de la mère du président Denis Sassou-Nguesso, Émilienne Mouébara, inhumée à Oyo à la mi-mai.